# Perizoma comitata
Perizoma comitata là một loài bướm đêm trong họ Geometridae.